# Agarutai
Agarutai (kinesiska: 阿嘎如泰, 阿嘎如泰苏木) är en socken i Kina. Den ligger i socknen Agarutai, den autonoma regionen Inre Mongoliet, i den norra delen av landet, omkring 170 kilometer väster om regionhuvudstaden Hohhot. Antalet invånare är 1839. Befolkningen består av 705 kvinnor och 1 134 män. Barn under 15 år utgör 9,0 %, vuxna 15-64 år 84 %, och äldre över 65 år 5,0 %.
Genomsnittlig årsnederbörd är 484 millimeter. Den regnigaste månaden är juli, med i genomsnitt 133 mm nederbörd, och den torraste är januari, med 2 mm nederbörd.